# David vencedor de Goliat
David vencedor de Goliat és un quadre de Caravaggio, realitzat a l'oli sobre llenç, amb unes dimensions de 110,4 cm d'alt i 91,3 cm d'ample. Està datada cap al 1600 i actualment es conserva en el Museu del Prado, on es troba des de la seva inauguració l'any 1819.
Es creu que el quadre va ser adquirit per un noble amb una relació propera a Caravaggio, cap al 1617, però no està documentat en les col·leccions reials espanyoles fins al 1781, en l'època de Carles III.
La pintura mostra un panorama fosc, i al jove David victoriós, que sosté el cap de Goliat. S'ha pensat que Caravaggio es va autorretratar en aquest quadre, en la figura de Goliat, ja que tenia la sensació que moriria d'aquesta forma.
L'autoria de l'obra va ser discutida dècades enrere, però actualment es considera autògrafa de Caravaggio amb tota seguretat. Una de les pistes que avalen l'autoria és que, vista amb rajos X, la pintura desvetlla un esbós molt diferent en el cap de Goliat.

## Altres versions i còpies
Caravaggio va tractar aquest mateix tema de diferents maneres a través de dos altres quadres: David amb el cap de Goliat conservat al Museu d'Història de l'Art de Viena i David amb el cap de Goliat (Caravaggio) que es troba a la Galeria Borghese de Roma.
Del quadre del Prado, diferents còpies es troben en col·leccions particulars, a Madrid especialment; una d'elles, que ara es troba a Nova York després d'haver passat per Cuba i El Salvador, hauria pogut ser realitzada amb la intervenció del mateix Caravaggio. L'emmercat de l'escena és lleugerament més gran i mostra també a la part inferior del quadre, davant dels peus de David, alguns còdols pel seu cabestrell; segons l'historiador de l'art italià Maurizio Marini, això reflecteix l'estat complet de l'original abans que fos retallat com mostra la versió del Prado: el quadre hauria doncs pogut ser creat amb la participació del mestre en la hipòtesi d'un tipus de taller romà de Caravaggio.